# Elección papal de 1198
El cónclave papal del 8 de enero de 1198 fue convocado luego de la muerte del papa Celestino III, y finalizó con la elección del cardenal Lotario dei Conti di Segni, quien tomó el nombre de Inocencio III. En esta elección, por primera vez el nuevo Papa fue elegido per scrutinium.

## La muerte de Celestino III
Celestino III había sido elegido para el papado en 1191 a la edad de 85 años. A pesar de su edad muy avanzada, su pontificado duró casi siete años. El día de Navidad de 1197, a los 91 años de edad, el Papa expresó su deseo de renunciar al papado, a condición de que su íntimo colaborador, el cardenal Giovanni di San Paolo, fuera elegido como su sucesor. Los cardenales rechazaron la propuesta, por ser incompatible con la norma de que las elecciones papales deben ser libres. Poco después, el 8 de enero de 1198, Celestino murió y los cardenales presentes en su lecho de muerte iniciaron el  procedimiento de inmediato para la elección de su sucesor. 

## Participantes
A la muerte de Celestino III, el Sagrado Colegio de Cardenales poseía 29 miembros, pero solo 21 asistieron a las elecciones.
| Cardenal Elector               | Título Cardenalicio                                             | Consagrado por |
| ------------------------------ | --------------------------------------------------------------- | -------------- |
| Ottaviano di Paoli             | Obispo de Ostia y Velletri                                      | Lucio III      |
| Pietro Gallocia                | Obispo de Porto y Santa Rufina                                  | Clemente III   |
| Soffredo                       | Sacerdote de S. Prassede                                        | Lucio III      |
| Pietro Diana                   | Sacerdote de S. Cecilia                                         | Lucio III      |
| Giordano di Ceccano, O.Cist.   | Sacerdote de S. Pudenziana                                      | Clemente III   |
| Giovanni da Viterbo            | Sacerdote de S. Clemente Obispo de Viterbo y Toscanella         | Clemente III   |
| Guido Papareschi               | Sacerdote de S. Maria de Trastevere                             | Clemente III   |
| Giovanni di Salerno, O.S.B.Cas | Sacerdote de S. Stefano de Monte Celio                          | Clemente III   |
| Cinzio Cenci                   | Sacerdote de S. Lorenzo de Lucina                               | Clemente III   |
| Ugo Bobone                     | Sacerdote de SS. Silvestro y Martino                            | Clemente III   |
| Giovanni di San Paolo          | Sacerdote de S. Prisca                                          | Celestino III  |
| Graziano da Pisa               | Diácono de SS. Cosma y Damiano                                  | Alejandro III  |
| Gerardo Allucingoli            | Diácono de S. Adriano                                           | Lucio III      |
| Gregorio de San Apostolo       | Diácono de S. Maria in Portico                                  | Clemente III   |
| Gregorio Crescenzi             | Diácono de S. Maria in Aquiro                                   | Clemente III   |
| Gregorio Carelli               | Diácono de S. Giorgio in Velabro                                | Clemente III   |
| Lotario dei Conti di Segni     | Diácono de SS. Sergio e Bacco                                   | Clemente III   |
| Gregorio Boboni                | Diácono de S. Angelo in Pescheria                               | Clemente III   |
| Niccolo Scolari                | Diácono de S. Maria in Cosmedin                                 | Clemente III   |
| Bobo                           | Diácono de S. Teodoro                                           | Celestino III  |
| Cencio                         | Diácono de S. Lucia in Silice Camarlengo de la Iglesia católica | Celestino III  |

## Elección del Papa Inocencio III

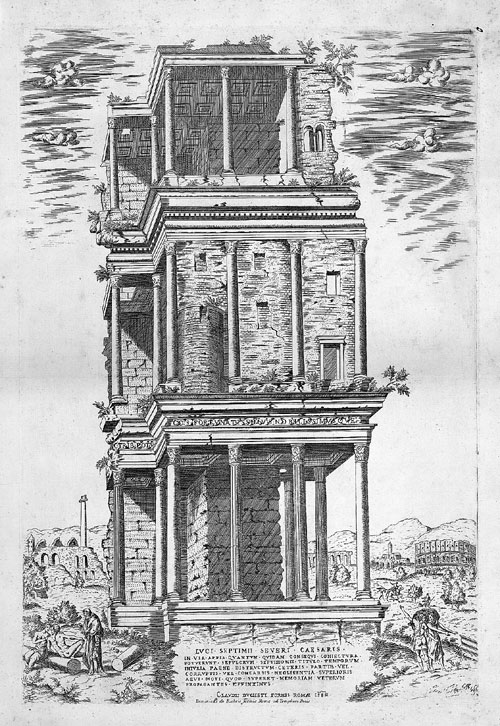
Septizonium, lugar del cónclave de 1198.

En el mismo día en que Celestino III murió, algunos cardenales se reunieron en el Septizonium, durante el funeral, que se celebró casi inmediatamente. Tras la ceremonia, los restantes cardenales también se dirigieron al local. Por primera vez, los electores votaron por votos (per scrutinium). Algunos cardenales fueron elegidos escrutadores: tenían que contar los votos, para registrar el resultado, que luego fue anunciado al resto del Sagrado Colegio. En el primer escrutinio el cardenal Giovanni di Salerno recibió el mayor número de votos (10), pero declaró que no iba a aceptar la elección al pontificado. En el segundo escrutinio los cardenales unieron sus votos en favor del cardenal Lotario dei Conti di Segni, diácono de SS. Sergio y Bacco, que era el más joven de todos los cardenales. Él aceptó su elección y tomó el nombre de Inocencio III.
El 22 de febrero de 1198, el nuevo Papa fue ordenado sacerdote y consagrado para el episcopado por el cardenal Ottaviano di Paoli; y su solemne coronación fue realizada por el cardenal Graziano da Pisa, protodiácono de SS. Cosma e Damiano.